# 425. pehotni polk (Wehrmacht)
425. pehotni polk (izvirno nemško Infanterie-Regiment 425) je bil eden izmed pehotnih polkov v sestavi redne nemške kopenske vojske med drugo svetovno vojno.

## Zgodovina
Polk je bil ustanovljen 26. avgusta 1939 kot polk 3. vala preko Poveljstva deželne straže Dresden v Bautznu; polk je bil dodeljen 223. pehotni diviziji.
4. februarja 1940 so bile 4., 8., in 12. čete reorganizirane v mitraljezne čete. 15. (pionirska) četa je bila odvojena iz sestave in dodeljen 229. pionirskemu bataljonu; prav tako je bil odvzet in nadomeščen II. bataljon, ki je bil prestavljen v 632. pehotni polk. 
29. marca 1941 je bila 13. (pehotno-topovska) četa dodeljena 276. pehotnemu polku; v zameno je 22. novembra prejela 13. četo 398. pehotnega polka. 10. junija 1942 je bil uničen I. bataljon. 15. oktobra 1942 je bil polk preimenovan v 425. grenadirski polk.